# Tony Fields (piloto de bobsleigh)
Tony Fields es un deportista británico que compitió en bobsleigh. Ganó una medalla de plata en el Campeonato Europeo de Bobsleigh de 1968, en la prueba doble.

## Palmarés internacional
| Campeonato Europeo | Campeonato Europeo   | Campeonato Europeo | Campeonato Europeo |
| Año                | Lugar                | Medalla            | Prueba             |
| ------------------ | -------------------- | ------------------ | ------------------ |
| 1968               | Sankt Moritz (Suiza) | Medalla de plata   | Doble              |